# Kanton Béthune-Sud
Béthune-Sud (Nederlands: Betun-Zuid) was een kanton van het Franse departement Pas-de-Calais. Het kanton maakte deel uit van het arrondissement Béthune. Het werd gecreëerd in 1973 en opgeheven eind 2014.

## Gemeenten
Het kanton Béthune-Sud omvatte de volgende gemeenten:
- Allouagne
- Béthune (deels, hoofdplaats)
- Fouquereuil
- Fouquières-lès-Béthune
- Labeuvrière
- Lapugnoy
- Verquin